# Altstädten (Sonthofen)
Altstädten ist ein Pfarrdorf und Ortsteil der Gemeinde Sonthofen im schwäbischen Landkreises Oberallgäu in Bayern.

## Geschichte
Altstädten ist die älteste Siedlung im Oberen Illertal, am Ortsrand fanden sich alamannische Reihengräber. 1335 traten die Herren von Schellenberg, die Vogteirechte an Bischof Ulrich II. von Augsburg ab. Das Hochstift Augsburg übte bis zur Säkularisation in Bayern die Grundherrschaft über den Ort aus. Die Pfarrei Altstädten mit den eingepfarrten Orten Beilenberg, Hinang und Hochweiler gehörte früher zum Pflegeamt Sonthofen-Rettenberg. Mit dem Reichsdeputationshauptschluss von 1803 kam der Ort zu Bayern. Die ehemals selbständige Gemeinde wurde am 1. Januar 1976 nach Sonthofen eingemeindet. Altstädten ist ein anerkannter Luftkurort. 

## Verkehr
Der Ort ist durch den Bahnhof Altstädten (Allgäu) an der Bahnstrecke Immenstadt–Oberstdorf an das Eisenbahnnetz angeschlossen, durch den Ort führt die Kreisstraße OA 4. 

## Sehenswürdigkeiten
- Pfarrkirche St. Peter und Paul, 1732/33 errichtet.[2]
- Kalvarienbergkapelle
- Pfarrhaus

## Persönlichkeiten
- Renate Lerbs (auch Renate Lienau; * 1914 in Berlin), Schauspielerin und Schriftstellerin, ab 1936 Ehefrau von Karl Lerbs, lebte in Altstädten.
- Frederic Linkemann[3] (* 1981 in Oberstdorf) ist ein deutscher Schauspieler und Synchronsprecher, lebte in seiner Kindheit in Altstädten.